# 제병 연합 부대
제병 연합 부대(Combined arms)는 상호 보완적인 효과를 달성하기 위해 군대의 다양한 전투 무기를 통합하려는 전쟁 접근 방식이다. 예를 들어 서로 지원하는 도시 환경에서 보병과 기갑을 사용하는 것이다.
제병연합부대팀의 하위 제대 부대는 유사한 유형일 수 있지만, 이러한 부대의 균형 잡힌 혼합은 공식적으로 조직 테이블에 있거나 비공식적으로 전장에 대한 임시 솔루션에서 효과적인 상위 제대 단위로 결합된다. 예를 들어, 제병 교리의 현대적 모범인 기갑사단은 보병, 전차, 포병, 정찰, 헬리콥터 부대의 혼합으로 구성되며, 이들 모두는 통일된 지휘 구조에 의해 조정되고 지휘된다.
또한 대부분의 현대 군대는 상황에 따라 지상 공격을 강화하거나 지상군을 보호하기 위해 군용 항공기 또는 해군에 폭격이나 포격을 요청하는 보병과 같이 더 많은 군대를 요청할 수 있다. 일시적으로 전차 중대를 보병 대대에 연결하는 등 무기 혼합은 일반적으로 동질성이 우세한 수준 아래로 밀려나는 경우가 있다.

## 같이 보기
- 합동전
- 네트워크 중심전